# Eugène Dubois
Marie Eugène François Thomas Dubois (1858 - 1940) fue un anatomista holandés, citado como Eugène Dubois, famoso por su descubrimiento del Homo erectus en la Isla de Java en 1891.

## Biografía
Hijo de un farmacéutico de Eijsden, quedó fascinado por la historia natural desde muy joven, fue un excelente estudiante y se graduó como doctor en medicina en 1884, pasando a enseñar anatomía en la Universidad de Ámsterdam. 
Por los años en que todavía conmocionaba a Europa la teoría de la evolución, producida por la publicación en Londres de la monumental obra de Darwin, "El origen de las especies", en 1859, y cuando aún se debatía con vehemencia la relación entre el género humano y la osamenta hallada en la cantera de Feldhofer, valle del Neander en 1856 (un fósil al que no podía negársele su carácter de indicio revelador de que habían existido razas desaparecidas de hombres primitivos), se apoderó de los científicos europeos una verdadera fiebre por profundizar sobre el origen de la especie humana, caracterizada por una afanosa búsqueda de indicios que esclarecieran ese origen.
Contribuyó a este estado de cosas la aparición en 1865 del libro Historia de la creación del naturalista alemán Ernst Haeckel, donde, basándose en las ideas de Darwin que había estudiado y compartía sin reserva, presentó por primera vez el árbol genealógico de la vida animal en el planeta. Se ordenaban allí, en sucesivas etapas ascendentes de complejidad orgánica, todos los seres vivos, desde la mónera y la ameba en la base del tronco, hasta la ramificación final en la copa del árbol, donde aparecía el hombre rodeado de los grandes monos: gorila, orangután, chimpancé y gibón. Haeckel postulaba, además, la existencia de un ser no hallado todavía, que él imaginaba como el enlace entre los antropoides y el hombre.
Sin embargo, un año después ya estaba en las Indias Orientales Neerlandesas en la búsqueda del eslabón perdido entre los humanos y los simios, siguiendo las teorías de Ernst Haeckel. En esta época era común la creencia, tomada de Charles Darwin, de que los humanos habían evolucionado en los trópicos, y la creencia de Dubois de que los humanos estaban emparentados con los gibones, propios de Indonesia, lo llevó allí como oficial médico del ejército holandés.
Dubois llegó a Sumatra en diciembre de 1887, acompañado de su mujer y su hijo. Durante su tiempo libre se dedicaba a buscar fósiles. Enseguida los resultados fueron prometedores por lo que el gobierno destinó a su servicio dos ingenieros y 50 trabajadores convictos, pero fracasaron en su busca por las difíciles condiciones: un ingeniero murió y parte de los trabajadores huyeron.

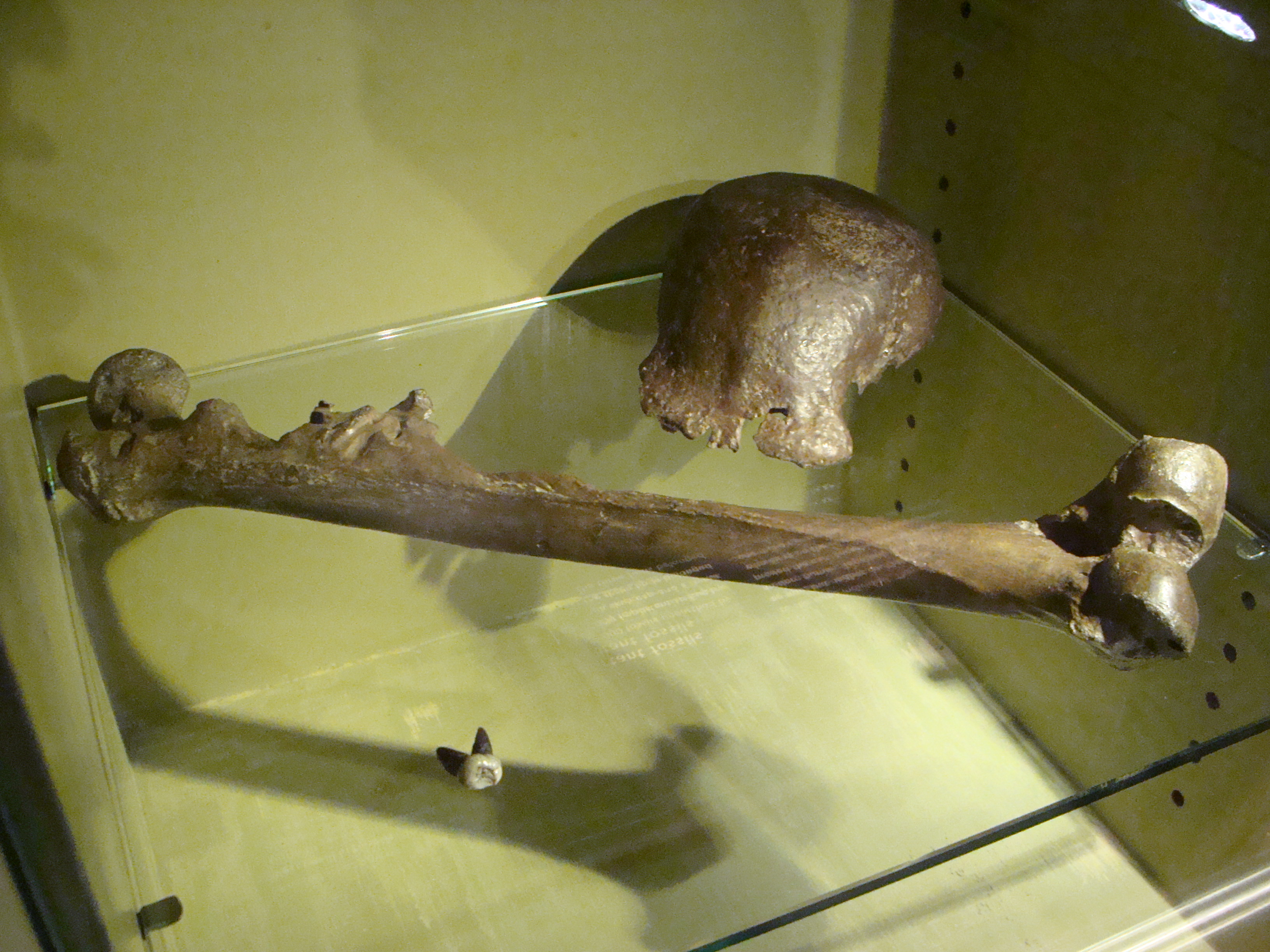
Restos originales de Homo erectus descubiertos por Dubois en Java entre 1891 y 1892

En 1890 se trasladó a Java, en donde dos años antes un minero había encontrado un cráneo fósil, y comienza buscando en el mismo lugar en el que había aparecido el fósil (Java central) para más tarde buscar en los depósitos fluviales del río Solo, para lo cual se le asignan dos ingenieros y un grupo de trabajadores convictos, y entre otros fósiles, en agosto de 1891 encontraron un fragmento de un cráneo fósil y un fémur, conocido posteriormente como el hombre de Java, aunque en un primer momento pensó que se trataba de alguna clase de chimpancé extinguido.
En 1894, Dubois, publicó una descripción de sus fósiles, llamándolo Pithecanthropus erectus (actualmente Homo erectus), al que describía como mitad simio, mitad humano. En 1895 regresó a Europa, dónde dio a conocer sus descubrimentos. Unos pocos científicos lo recibieron con entusiasmo, pero la mayoría se mostró en desacuerdo con su interpretación.

## Homenajes
El asteroide (206241) Dubois fue nombrado en su honor.